# FC Hard
Maillots
Le FC Hard est un club de football autrichien basé à Hard.

## Historique
- 25 juin 1922 : SpVgg Hard
- 1947 : FC Hard